# سیمونا پاجی
سیمونا پاجی (ایتالیایی: Simona Paggi؛ زادهٔ ۲۹ دسامبر ۱۹۶۲) تدوین‌گر اهل ایتالیا است.
از فیلم‌ها یا مجموعه‌های تلویزیونی که وی در آن‌ها نقش داشته‌است می‌توان به مومو، زن شهرستانی، بچه‌های دزدیده‌شده و زندگی زیباست اشاره نمود.